# Molossziai Köztársaság
A Molossziai Köztársaság egy mikronemzet Észak-Amerikában. A területe körülbelül 5800 négyzetméter. Ugyan 1962. július 30-án kikiáltották a függetlenségüket, azóta az ENSZ által elismert országok közül egyik sem ismerte el. Adót ugyanúgy fizetnek az USA Storey megyéjének, azonban inkább "külföldi segélycsomagnak" ismerik el. Molosszia egy de facto diktatúra, ugyanis 1977 óta választások nélkül elnököl Kevin Baugh.

## Fordítás
Ez a szócikk részben vagy egészben  a   Republic of Molossia című angol Wikipédia-szócikk fordításán alapul.  Az eredeti cikk szerkesztőit annak laptörténete sorolja fel. Ez a jelzés csupán a megfogalmazás eredetét és a szerzői jogokat jelzi, nem szolgál a cikkben szereplő információk forrásmegjelöléseként.